# Garnarich
Garnarich là một đô thị thuộc tỉnh Shirak, Armenia. Dân số ước tính năm 2011 là 260 người.